# Religije v Evropi
Religija v Evropi je imela skozi evropsko zgodovino eno ključnih vlog v razvijanju in smereh evropske umetnosti, kulture, filozofije in pravne ureditve. Glavna vera v Evropi je Krščanska. V manjših številih je prisotna Judovska, zaradi imigracij v drugi polovici 20. stoletja, pa so v Zahodni Evropi prisotne tudi manjše skupnosti hindujcev in budistov. Nekatere države Jugovzhodne Evrope imajo skupnosti muslimanov.

## Religioznost
Zaradi naraščujočega števila Ateistov v evropskem prostoru, vera izgublja pomen. Obisk cerkva in verskih objektov zaporedoma upada že več desetletij, vedno manj ljudi se ob popisih opredeljuje za verujoče v Boga ali višjo silo. V povprečju 52% prebivalcev držav Evropske unije veruje v obstoj Boga, 27% jih verjame v obstoj neznane višje sile 18% pa jih ne veruje ne v obstoj Boga ne višje sile. 3% vprašanih so se odgovora vzdržali.
V Franciji se je leta 2005 za Agnostike opredelilo že 47% anketiranih. Tovrstnen pojav opisujejo kot "Pokrščansko Evropo". Največji upad obiska cerkva beležijo v Belgiji, Franciji, Nemčiji, na Nizozemskem in na Švedskem. Podobno je tudi v Vzhodni Evropi - letni upad verujočih v Romuniji in v Grčiji je skoraj 2%.
Upad v številu verujočih je zaznaven tudi v sicer tradicionalno močneje versko usmerjenih deželah Evrope. Med letoma 1981 in 1999 je bil upad v posameznih državah sledeč; Švedska z 51.9% na 46.6%, Nizozemska z 65.3% na 58.0% in Francija z 61.8% na 56.1%.
Nasprotno je bila v enakem obdobju osemnajstih let zaznana porast verujočih v Italiji (z 84.1% na 87.8%) in na Danskem (z 57.8% na 62.1%).

## Religije

### Krščanstvo
Krščanska vera je daleč najmočnejša izmed religij, prisotnih v Evropi. Razdeljena je v tri glavne skupine. Rimokatoliška cerkev ima največ pripadnikov in je prisotna zlasti v Romansko govorečih deželah (Italija, Španija, Francija, Portugalska), na Irskem ter na Poljskem, Češkem, Slovaškem in na Madžarskem. Protestantska in pravoslavna vera sta razdeljeni na številne manjše enote, izmed katerih so pomembnejše:
- Pravoslavna cerkev:
  - Ekumenski Patriarhat Konstantinopla
  - Albanska pravoslavna Cerkev
  - Bolgarska pravoslavna Cerkev
  - Grška pravoslavna Cerkev
  - Pravoslavna cerkev Cipra
  - Romunska pravoslavna Cerkev
  - Ruska pravoslavna Cerkev
  - Srbska pravoslavna Cerkev

- Protestantizem (enote cerkev se delijo na posamezne države, v osnovi pa ločimo štiri glavne oblike protestantizma):
  - Luteranizem
  - Anglikanizem
  - Kalvinizem / Prezbiterijci
  - Anabaptizem in Baptizem

Protestantskih gibanj je veliko, med temi so dokaj razširjene Jehovove priče.

### Judovstvo
V prostoru Zahodne Evrope so se Judje naselili med 5. in 6. stoletjem našega štetja. V srednjem veku so bili ti deležni obsežne negativne propagande. Očitali so jim umore v verske namere in nenadzirano bogatenje na račun revnih ljudi, zaradi česar so bili tarča rednih preganjanj in naklepnih pobojev. Ti so višek dosegli s Holokavstom, ki ga je izvajala nacistična Nemčija med drugo svetovno vojno. Začel se je v letu 1941 in je trajal do leta 1945. Pobitih je bilo približno 6.5 milijona Judov, kar je bilo takrat več kot tretjina vseh Judov v Evropi.
Največ evropskih Judov danes živi v Franciji (495.000 oz. 1%), sledi Velika Britanija s 350.000 Judi in Ukrajina z 150.000 (ugiba se o nekajkrat višji številki - do 600.000). V Rusiji, predvsem v evropskem delu države, živi približno 800.000 pripadnikov judovske vere. Z večjimi skupnostmi sledijo še: Nemčija (120.000), Belorusija (75.000), Madžarska, Belgija, Španija (50.000), Nizozemska, Italija, Moldavija (30.000) in Poljska (25.00).
V Sloveniji uradno živi med 100 in 150 pripadnikov Judovstva, neuradna ocena pa znaša 600-1000.
V večini držav ugotavljajo bistvena odstopanja med uradnim številom pripadnikov in neuradno oceno. Razlog temu naj bi bil še prisoten strah, ki ga je povzročila druga svetovna vojna, zaradi katere naj se večina evropskih Judov ne bi statistično opredeljevala za pripadnike Judostva.

### Islam
Islam v Evropi (z izjemo nekaterih skupnosti na Balkanu) je danes posledica masovnih imigracij iz dežel severne Afrike, Turčije in Bližnjega vzhoda. V Evropi muslimanski priseljenci tvorijo po uradni oceni okoli 7% prebivalstva v Franciji, 6% na Nizozemskem, 5% na Švedskem in na Danskem, enako v Avstriji in v Švici. Zaradi visoke natalitete in nadaljevanja številnih imigracij v območje Evrope, je Islam trenutno najhitreje rastoča religija v Evropi.
Na območju Balkana, muslimani na Kosovu tvorijo 92 % populacije, 70 % v Albaniji, 35 % v Bosni in Hercegovini in Makedoniji, 20 % v Črni Gori in 12 % v Bolgariji.

### Ostale religije
Budizem je zaradi imigracij s 3 milijoni pripadniki prisoten na območju Velike Britanije, v manjšem številu tudi v Franciji. Hinduizem je s 1,5 milijona pripadnikov prisoten zlasti na območju Velike Britanije in je posledica imigracij Indijcev. Tudi Sikhizem je posledica priseljevanja in ima okoli 1 milijon pripadnikov (Velika Britanija, Italija, Belgija, Francija).

### Državne religije
Številne evropske države imajo uradno državno religijo. Lihtenštajn, Monako, Malta in Vatikan imajo razglašeno katoliško, Danska, Švedska in Islandija protestantsko ter Anglija anglikansko religijo. Švicarski kantoni so razdeljeni med protestantsko in katoliško veroizpoved.

## Verovanje po državah
| Država              | Verovanje v Boga | Verovanje v Svetega Duha ali nadzemeljsko silo | Ne verjame v Boga, niti v nadzemeljsko silo |
| ------------------- | ---------------- | ---------------------------------------------- | ------------------------------------------- |
| Turčija             | 95%              | 2%                                             | 1%                                          |
| Malta               | 95%              | 3%                                             | 1%                                          |
| Ciper               | 90%              | 7%                                             | 2%                                          |
| Romunija            | 90%              | 8%                                             | 1%                                          |
| Grčija              | 81%              | 16%                                            | 3%                                          |
| Portugalska         | 81%              | 12%                                            | 6%                                          |
| Poljska             | 80%              | 15%                                            | 1%                                          |
| Italija             | 74%              | 16%                                            | 6%                                          |
| Irska               | 73%              | 22%                                            | 4%                                          |
| Hrvaška             | 67%              | 25%                                            | 7%                                          |
| Slovaška            | 61%              | 26%                                            | 11%                                         |
| Španija             | 59%              | 21%                                            | 18%                                         |
| Avstrija            | 54%              | 34%                                            | 8%                                          |
| Litva               | 49%              | 36%                                            | 12%                                         |
| Švica               | 48%              | 39%                                            | 9%                                          |
| Nemčija             | 47%              | 25%                                            | 25%                                         |
| Luksemburg          | 44%              | 28%                                            | 22%                                         |
| Madžarska           | 44%              | 31%                                            | 19%                                         |
| Belgija             | 43%              | 29%                                            | 27%                                         |
| Finska              | 41%              | 41%                                            | 16%                                         |
| Bolgarija           | 40%              | 40%                                            | 13%                                         |
| Islandija           | 38%              | 48%                                            | 11%                                         |
| Združeno Kraljestvo | 38%              | 40%                                            | 20%                                         |
| Latvija             | 37%              | 49%                                            | 10%                                         |
| Slovenija           | 37%              | 46%                                            | 16%                                         |
| Francija            | 34%              | 27%                                            | 33%                                         |
| Nizozemska          | 34%              | 37%                                            | 27%                                         |
| Norveška            | 32%              | 47%                                            | 17%                                         |
| Danska              | 31%              | 49%                                            | 19%                                         |
| Švedska             | 23%              | 53%                                            | 23%                                         |
| Češka               | 19%              | 50%                                            | 30%                                         |
| Estonija            | 16%              | 54%                                            | 26%                                         |